# Márkosz Pagdatísz
Márkosz Pagdatísz (görögül: Μάρκος Παγδατής, a nemzetközi szaksajtóban Marcos Baghdatis; (Limassol, 1985. június 17. –) ciprusi hivatásos teniszező.

## Származása és fiatalkora
Márkosz Pagdatísz egy emigráns libanoni keresztény apa, és egy ciprusi görög anya gyermeke. Ötévesen kezdett teniszezni apjával és  testvéreivel. Nagy futballrajongó, kedvenc csapata a ciprusi Apollon Limassol. 13 éves korától egy párizsi teniszakadémián tanult ösztöndíjjal, ahol megtanult franciául.
2006. január 26-án Pagdatísz felmentést kapott az egyébként kötelező katonai szolgálat alól a ciprusi nemzeti hadseregben, hogy a teniszre tudjon koncentrálni. Ellenkező esetben 25 hónapot kellett volna letöltenie a hadseregben, mint minden 18. évét betöltött ciprusi férfinak. 2005-ben ő lett Ciprus legjobb férfi sportolója.

## Életpályája
Pagdatísz 2003-ban megnyerte az ITF junior világbajnokságát és később csatlakozott az ATP Tourhoz.
2004-ben élete első Grand Slam-tornáján, a US Openen a második fordulóig jutott, ahol a későbbi bajnok Roger Federertől szenvedett vereséget. Az egész tornán rajta kívül csak Andre Agassi tudott szettet nyerni a világelső ellen.
2005-ben az Australian Openen már a negyedik körig jutott, (legyőzve Ivan Ljubičićet, és Tommy Robredót, mindketten Top 20-as játékosok) ahol ismét Federertől szenvedett vereséget.
A bázeli ATP versenyen eljutott első ATP-döntőjébe, legyőzve többek között Tommy Haast és David Nalbandiant, ezzel ő lett az első ciprusi teniszező, aki ATP-döntőt játszhatott. A döntőt négy szettben elvesztette a chilei Fernando González ellen.
Pagdatísz a 2006-os Australian Openre nem kiemeltként érkezett, azonban hatalmas meglepetést okozva kiejtette a második kiemelt amerikai Andy Roddickot a negyedik körben. Ezután folytatta menetelését egészen a döntőig, legyőzve a hetedik kiemelt Ivan Ljubicicet, és a negyedik kiemelt David Nalbandiant. A verseny egyik fénypontját Pagdatísz  tomboló szurkolótábora adta, ami főleg Melbourne nagy létszámú görög közösségéből állt. A döntőben végül négy szettben kikapott a világelső Roger Federertől.
Wimbledonban az elődöntőig jutott, legyőzve többek között a korábbi világelső Lleyton Hewittot is, ahol a második kiemelt Rafael Nadaltól szenvedett vereséget.
A US Openen a második körben Andre Agassival találkozott, aki korábban bejelentette, hogy visszavonul a verseny után. Agassi egy drámai ötszettes mérkőzésen 6-4, 6-4, 3-6, 5-7, 7-5 arányban kerekedett felül. Hiába vezetett már az amerikai 4-0-ra a negyedik szettben, a ciprusi visszaküzdötte magát, és megnyerte a szettet. Az ötödik szett elején görcsöt kapott Pagdatísz, ezért megpróbálta tie-breakre kényszeríteni Agassit, de végül az amerikai 6-5-nél el tudta venni az adogatását. Ez a meccs bizonyult Agassi utolsó profi győzelmének, mivel a harmadik fordulóban kiesett.
Még ebben az évben Pagdatísz megnyerte a China Opent, ezzel első ATP-tornagyőzelmét aratva, a döntőben Mario Ančićot legyőzve.
2007-ben nem tudta megismételni az előző év sikereit. Legjobb eredményei egy zágrábi tornagyőzelem, és a wimbledoni negyeddöntő voltak.
A 2008-as Australian Open harmadik körében az ausztrál Lleyton Hewitt-tól szenvedett vereséget egy ötszettes csatában, ami helyi idő szerint hajnali 4:34-ig tartott.

## Játékstílus
Pagdatísz játékat általában az egyenletesség és nyugalom jellemzi. Legfőbb erőssége jól helyezett és erőteljes tenyerese, valamint kétkezes fonákegyenese. Gyakran kockáztat sokat, nehéz ütéseket próbálva, amelyek lehetnek eredményesek, de visszafelé is elsülhetnek, ezért néha Pagdatísz "saját magától szenved vereséget". Energikus és életvidám stílusával gyakran elragadja közönségét, a szurkolótábora általában a leghangosabb a versenyeken.

## Grand Slam-döntők

### Elvesztett döntők(1)
| Év   | Helyszín        | Ellenfél a döntőben | Eredmény           |
| 2006 | Australian Open | Roger Federer       | 5-7, 7-5, 6-0, 6-2 |

## ATP-döntői

### Egyéni

#### Győzelmei (4)
| Összesítés                                            | Összesítés |
| ----------------------------------------------------- | ---------- |
| Grand Slam-torna                                      | (0)        |
| ATP World Tour Masters 1000 / ATP Masters Series      | (0)        |
| ATP World Tour 500 Series / International Series Gold | (0)        |
| ATP World Tour 250 Series / International Series      | (4)        |
| ATP World Tour Finals / Tennis Masters Cup            | (0)        |

|   | Dátum                | Torna                          | Borítás          | Ellenfél a döntőben | Eredmény a döntőben |
| 1 | 2006. szeptember 17. | China Open, Peking             | Kemény           | Mario Ančić         | 6-4, 6-0            |
| 2 | 2007. február 4.     | PBZ Zagreb Indoors, Zágráb     | Szőnyeg (fedett) | Ivan Ljubicic       | 7-6(4), 4-6, 6-4    |
| 3 | 2009. október 25.    | Stockholm Open, Stockholm      | Kemény(f)        | Olivier Rochus      | 6–1, 7–5            |
| 4 | 2010. január 16.     | Medibank International, Sydney | Kemény           | Richard Gasquet     | 6–4, 7–6(2)         |

#### Elvesztett döntői (4)
|   | Dátum             | Torna                         | Borítás          | Ellenfél a döntőben | Eredmény a döntőben    |
| 1 | 2005. október 24. | Davidoff Swiss Indoors, Bázel | Szőnyeg (fedett) | Fernando González   | 7-6(10), 3-6, 5-7, 4-6 |
| 2 | 2006. január 16.  | Australian Open, Melbourne    | Kemény           | Roger Federer       | 7-5, 5-7, 0-6, 2-6     |
| 3 | 2007. február 18. | Open 13, Marseille            | Kemény (fedett)  | Gilles Simon        | 3-6, 6-7(3)            |
| 4 | 2007. június 17.  | Gerry Weber Open, Halle       | Fű               | Tomáš Berdych       | 7-5, 6-4               |

### Páros

#### Elvesztett döntői (1)
|   | Dátum           | Torna                 | Borítás | Partner      | Ellenfelek a döntőben                   | Eredmény a döntőben |
| 1 | 2008. január 6. | Chennai Open, Chennai | Kemény  | Marc Gicquel | Sanchai Ratiwatana / Sonchat Ratiwatana | 6-4, 7-5            |